# 赤岩の頭

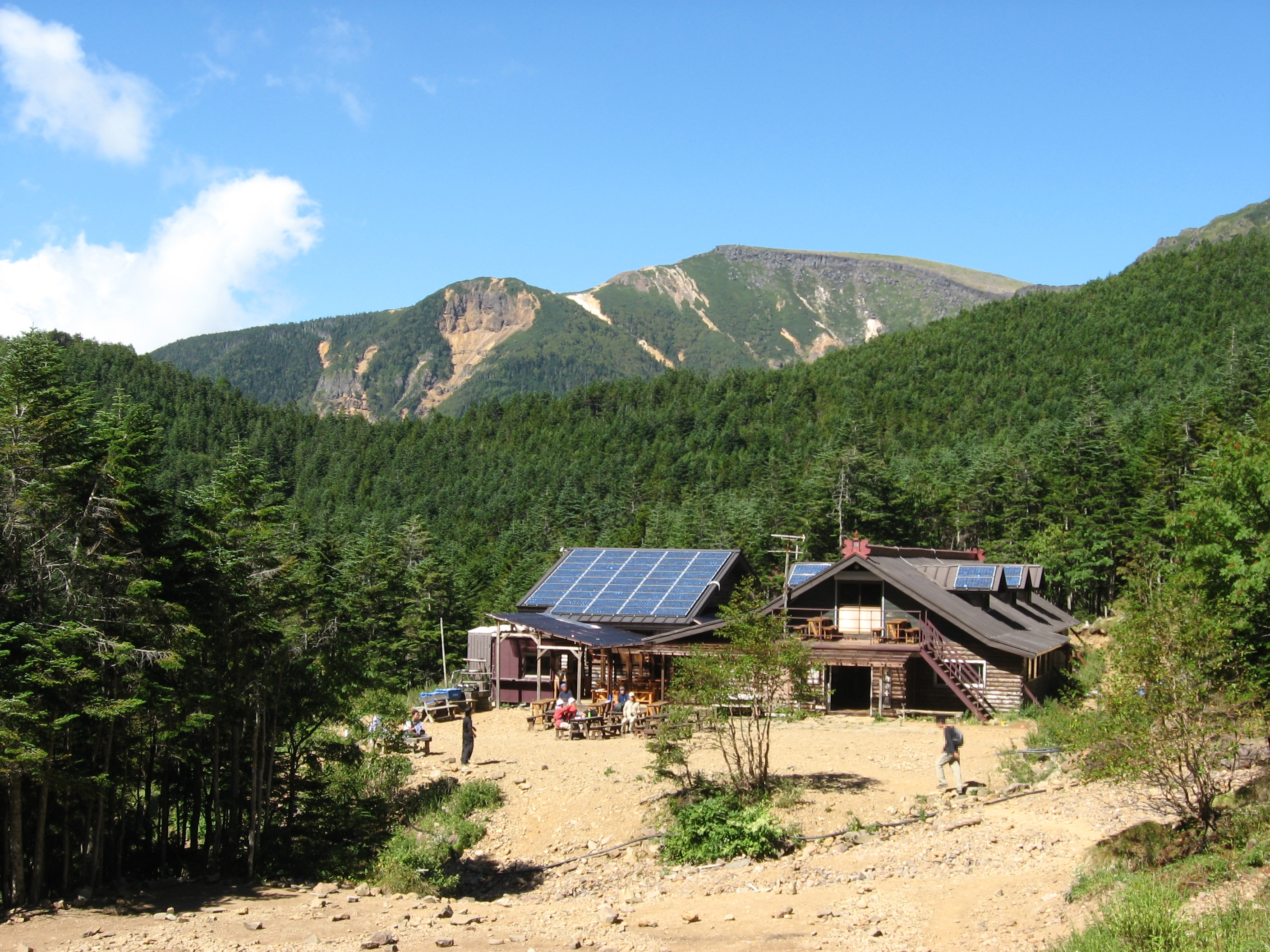
行者小屋より見た赤岩の頭（左）と硫黄岳（右）

赤岩の頭（あかいわのあたま）は、長野県茅野市にある標高2,656 mの山である。八ヶ岳連峰の硫黄岳の西に位置し、八ヶ岳中信高原国定公園に属する。
山頂付近は森林限界を超えており、赤岳・横岳・阿弥陀岳などの八ヶ岳主峰の展望が良い。

## 周辺の山
- 峰の松目 (2,567 m)
- 硫黄岳 (2,760 m)
- 天狗岳 (2,646 m)

## 周辺の山小屋
- 硫黄岳山荘
- オーレン小屋
- 赤岳鉱泉
- 山びこ荘
- ヒュッテ夏沢